# Сен-Жермен, Анри
Анри Мари Рауль Гайяр де Сен-Жермен (фр. Henri Marie Raoul Gaillard de Saint Germain, 30 июня 1878 — 19 декабря 1951) — французский фехтовальщик, призёр Олимпийских игр.

## Биография
Родился в 1878 году в Сен-Мало. В 1920 году принял участие в Олимпийских играх в Антверпене, где стал обладателем серебряной медали в командном первенстве в фехтовании на саблях. В 1924 году принял участие в Олимпийских играх в Париже, но наград не завоевал.